# Phonak Hearing Systems/Saison 2000
Dieser Artikel beschreibt die Saison 2000 des Schweizer Radsportteams Phonak Hearing Systems.

## Mannschaft
Sportliche Leiter des Teams, das von Besitzer und General Team Manager Jean-Jacques Loup geleitet wurde, waren Loup selbst sowie der Franzose Jacques Michaud, der wie Loup vom Post Swiss Team zu Phonak gewechselt war. Das Sekretariat mit Sitz in Montmagny bestand aus Elisabeth Jeckelmann und Evelyne de Muccio. Teamarzt war Patrick Vienne. Claude Chenal, Nadège Lamour, Sabine Perrenoud und Laurent Perriard waren als Masseure angestellt, während Hermann Pacal und Marco Zingg im Mechanikerstab arbeiteten.
Der Fahrer-Kader bestand aus 13 vorwiegend jungen Fahrern, von denen bis dato keiner bedeutende Erfolge auf internationaler Ebene hatte einfahren können. Der in der UCI-Weltrangliste von 1999 am besten platzierte Fahrer, Pierre Bourquenoud, lag auf Position 307. Sieben der Teammitglieder bestritten zudem ihre erste Profisaison. Sieben Profis stammten aus der Schweiz, jeweils zwei aus Österreich und Frankreich sowie jeweils einer aus Kanada und Belarus. Mit Nathalie Griggio stand neben den männlichen Fahrern auch eine weibliche Radsportlerin unter Vertrag. Einen festen Teamkapitän gab es nicht, stattdessen sollten alle Fahrer abwechselnd füreinander arbeiten, sodass ein jeder im Laufe des Jahres seine Chance auf eine gute Platzierung wahrnehmen konnte.

### Kader
| Name                       | Geburtstag                 | Nationalität | Team 1999                   |           |
| -------------------------- | -------------------------- | ------------ | --------------------------- | --------- |
| Matthias Buxhofer          | 30. September 1973         | Österreich   | Neoprofi                    |           |
| Lukas Zumsteg              | 21. Juni 1972              | Schweiz      | Ericsson-Villiger           |           |
| Cédric Fragnière           | 16. Februar 1976           | Schweiz      | Post Swiss Team             |           |
| René Stadelmann            | 29. Januar 1974            | Schweiz      | Ericsson-Villiger           |           |
| Dominique Perras           | 11. Februar 1974           | Kanada       | NutraFig                    |           |
| Jérôme Delbove             | 11. November 1974          | Frankreich   | Cofidis, le Crédit en Ligne |           |
| Christian Charrière        | 3. Juli 1975               | Schweiz      | Post Swiss Team             |           |
| Nathalie Griggio           | 20. April 1971             | Schweiz      | Neoprofi                    |           |
| Uwe Straumann              | 26. Oktober 1977           | Schweiz      | Neoprofi                    |           |
| Stefan Richner             | 15. Juni 1974              | Schweiz      | Neoprofi                    |           |
| Jochen Summer              | 28. Mai 1977               | Österreich   | Neoprofi                    |           |
| Pierre Bourquenoud         | 21. November 1969          | Schweiz      | Post Swiss Team             |           |
| David Derepas              | 9. März 1978               | Frankreich   | Neoprofi                    |           |
| Alexandre Usov             | 27. August 1977            | Belarus      | Neoprofi                    |           |
| Stagiaires                 | Stagiaires                 | Nationalität | Team 1999                   | Team 1999 |
| Jean Nuttli (ab September) | Jean Nuttli (ab September) | Schweiz      | -                           |           |

## Saisonverlauf
Nachdem sich der Hörgerätehersteller Phonak im Jahr 1999 bis 2002 als Sponsor eines Schweizer Radteams unter der Leitung von General Team Manager Jean-Jacques Loup verpflichtet und dieser 13 Fahrer unter Vertrag genommen hatte, stellte sich die neu gegründete Mannschaft am 12. Januar 2000 im Phonak-Hauptquartier in Stäfa der Öffentlichkeit vor. Das Budget des Teams betrug 2,5 Millionen Schweizer Franken. Geplant war die Teilnahme an 18 Etappenrennen und 40 Eintagesrennen in der Schweiz, aber auch im Ausland.
Das erste Rennen für Phonak war die Tour de Langkawi in Malaysia Anfang Februar 2000. Als bestes Resultat konnte das Team hier den vierten Platz von Matthias Buxhofer auf der 12. Etappe verbuchen, während der Belarusse Alexandre Usov in zwei Massensprints für weitere Top-Ten-Platzierungen sorgen konnte. Kurz danach gab es beim Grand Prix Umag, dem Giro del Lago Maggiore, dem Grand Prix Portugal oder der Stausee-Rundfahrt weitere gute Platzierungen.
Beim Giro della Svizzera Meridionale im März war Stefan Richner mit dem ersten Sieg für Phonak auf nationaler Ebene beim Bergzeitfahren sowie einem 8. Etappenrang und Platz vier im Gesamtklassement erfolgreich. Am 14. Mai folgte der erste Erfolg in einem UCI-Rennen, als Lukas Zumsteg die Berner Rundfahrt gewann. Zuvor hatten Usov, Uwe Straumann und Cédric Fragnière weitere Podiumsplatzierungen bei verschiedenen Rennen im April herausfahren können.
Das erste bedeutende internationale Rennen für Phonak sollte die Tour de Romandie Anfang Mai sein. Der Kanadier Dominique Perras legte auf der ersten Etappe eine 142 Kilometer lange Soloflucht hin, wurde aber trotz zeitweise acht Minuten Vorsprung wieder gestellt. Matthias Buxhofer im Prologzeitfahren sowie Usov auf zwei Tagesabschnitten sorgten für achtbare Platzierungen, während sich Lukas Zumsteg Platz drei im Sprintklassement sichern konnte. Kurz darauf zeigten die „Phonakiens“ auch bei der Uniqa Classic in Österreich gute Form, was sich in drei Platzierungen in den Etappen-Top-Zehn durch Buxhofer, dessen dritten Platz in der Punkte- und neunten Platz in der Gesamtwertung zeigte. Danach stand der Schweizer Rennstall auch bei der Deutschland-Tour am Start, wo Buxhofer mit zwei Top-Ten-Rängen und vor allem Usov, der zweimal Sechster, einmal Fünfter und einmal Dritter und Dritter in der Punktewertung wurde, das Team erfolgreich vertraten.
Den dritten Saisonsieg, den Lukas Zumsteg bei der Schynberg-Rundfahrt Anfang Juni als Zweiter noch knapp verpasst hatte, konnte dann von Pierre Bourquenoud beim Grand Prix Winterthur eingefahren werden. Im gleichen Monat fand zugleich das wichtigste Saisonrennen für Phonak statt, nämlich die Heim-Rundfahrt Tour de Suisse. Hier gelang Matthias Buxhofer mit dem Gewinn der Sprintwertung ein großer Erfolg für das Team. Der Österreicher platzierte sich außerdem bei zwei Tagesabschnitten jeweils unter den besten Zehn.
Buxhofer zeigte sich auch im Juli als Leistungsträger und errang die nächsten beiden Siege beim Grand Prix Vorarlberg und der Wartenberg-Rundfahrt, bei der auch Bourquenoud, Charrière und Fragnière unter die besten Zehn fuhren.
Im August sorgte der Franzose David Derepas, der bereits mit Rang vier beim Critérium de Dijon seine aufsteigende Form bewiesen hatte, für einige vordere Platzierungen, so zum Beispiel im Rahmen der Dänemark-Rundfahrt mit dem zehnten Platz im Nachwuchsfahrer-Klassement oder dem achten Rang im selben Klassement bei der Tour du Poitou-Charentes in Frankreich. Bei der gleichen Rundfahrt wurde zudem der Österreicher Jochen Summer zehntbester Nachwuchsfahrer und Vierter der 3. Etappe, der wenig später beim Paarzeitfahren Josef Voegeli Memorial zusammen mit Zumsteg Platz sechs erreichte. Auch ohne Sieg war der Monat für Phonak erfolgreich, zumal auch Buxhofer in Frankreich einmal Fünfter wurde und der Belarusse Usov in Dänemark und Frankreich vordere Ränge in Massensprints herausfahren konnte.
Anfang September stand für das Team und Usov die Teilnahme an der Tour de l’Avenir, der „Tour de France für Nachwuchsfahrer“, auf dem Programm. Auch hier konnte der Belarusse gute Form beweisen und sprintete dreimal unter den Etappen-Top-Zehn. Während David Derepas einmal Vierter wurde, konnte Usov dann sogar den letzten Tagesabschnitt für sich entscheiden und holte Phonaks siebten Saisonsieg. Außerdem stand die Mannschaft im September noch bei einigen Eintagesrennen in der Schweizer Heimat am Start. Besonders erfolgreich verlief hierbei der Grand Prix de Lausanne, bei dem Phonak fünf Fahrer in den Top Ten platzieren konnte und einen Dreifachsieg feierte, bei dem René Stadelmann vor Lukas Zumsteg und Dominique Perras über den Zielstrich rollte. Aber auch beim Grand Prix de la Ville de Meyrin und dem Grand Prix des Maggiatals oder der Tour du Canton de Genève konnten sich Phonakiens vorne platzieren. In Meyrin kamen sogar fünf Phonak-Profis unter die besten Zehn, Zumsteg verpasste als Zweiter knapp den Sieg. Beim GP Maggiatal siegte Zumsteg dann aber zum zweiten Mal im Jahr 2000.
Die Rennsaison 2000 endete für das Team Phonak dann mit der Hessen-Rundfahrt und dem Zeitfahrwettbewerb Chrono des Herbiers. In Hessen konnte sich René Stadelmann als Sechster in der Gesamtwertung platzieren, während Stagiaire Jean Nuttli seine Zeitfahrqualitäten mit Rang drei auf der vierten Etappe (b) zeigte. Ein Etappensieg wurde mit zwei zweiten Plätzen durch Stadelmann und Zumsteg aber knapp verpasst. Doch zum Abschluss gab es am 22. Oktober in Herbiers noch einen weiteren Sieg, den zehnten insgesamt im Jahr 2000. Es war Nuttli, der das Einzelzeitfahren gewann und sich damit für einen Vertrag für 2001 empfehlen konnte.
Am Ende der Saison 2000 lag das Team Phonak Hearing Systems auf dem 45. Platz der UCI-Weltrangliste.

### Doping
Im Herbst des Jahres wurde der Österreicher Jochen Summer bei einem Renneinsatz in der Schweiz positiv auf Phentermin getestet. Diese waren nach Summers Angaben in einem Nahrungsergänzungsmittel enthalten, die dieser zu sich genommen habe und dessen Einnahme er Teamarzt Patrick Vienne nicht gemeldet hatte. Summer gestand daraufhin einen „unbewussten Missbrauch“ des Mittels und wurde für drei Monate gesperrt. Außerdem entließ ihn der Phonak-Rennstall aus seinem gültigen Vertrag.

### Erfolge

#### Siege in internationalen Rennen
| Datum          | Rennen                      | Rennkategorie | Fahrer                            |
| -------------- | --------------------------- | ------------- | --------------------------------- |
| 14. Mai        | Berner Rundfahrt            | 1.3           | Lukas Zumsteg                     |
| 12. Juni       | Grand Prix Winterthur       | 1.5           | Pierre Bourquenoud                |
| 13. – 22. Juni | Tour de Suisse              | 2.HC          | Matthias Buxhofer (Sprintwertung) |
| 15. Juli       | Grand Prix Vorarlberg       | 1.5           | Matthias Buxhofer                 |
| 30. Juli       | Wartenberg-Rundfahrt        | 1.4           | Matthias Buxhofer                 |
| 9. September   | 10. Etappe Tour de l’Avenir | 2.5           | Alexandre Usov                    |
| 22. Oktober    | Chrono des Herbiers         | 1.4           | Jean Nuttli                       |

#### Siege in nationalen Rennen
| Datum         | Rennen                                         | Fahrer          |
| ------------- | ---------------------------------------------- | --------------- |
| 13. März      | Bergzeitfahren Giro della Svizzera Meridionale | Stefan Richner  |
| 10. September | Grand Prix de Lausanne                         | René Stadelmann |
| 24. September | Grand Prix des Maggiatals                      | Lukas Zumsteg   |